# Kayégué-Silmi-Mossi
Ne doit pas être confondu avec Kayégué.
Kayégué-Silmi-Mossi ou Kayégué-Mossi est une localité située dans le département de Oula de la province du Yatenga dans la région Nord au Burkina Faso.

## Géographie
Kayégué-Silmi-Mossi se distingue de Kayégué par son peuplement historique Silmi-Mossi soit un métissage entre populations Peulh et Mossi.

## Santé et éducation
Le centre de soins le plus proche de Kayégué-Silmi-Mossi est le centre de santé et de promotion sociale (CSPS) de Ziga tandis que le centre hospitalier régional (CHR) se trouve à Ouahigouya.